# 粉伊
粉伊，為李氏朝鮮成宗時代的醫女，曾向黃乙學習“善治蠱毒之術”，但粉伊之醫術卻遜於黃乙。

## 關聯項目
- 醫女